# FIFA 08
FIFA 08 je dalším pokračováním série počítačových her vytvořených firmou Electronic Arts resp. její divizí EA Sports. Jde o fotbalovou simulaci, patřící do kategorie sportovních her. V České republice vychází od roku 2007 v plné české lokalizaci s českým komentářem, o který se postarali profesionální fotbaloví komentátoři Jaromír Bosák a Petr Svěcený. V anglické verzi komentují zápasy Clive Tyldesley (Martin Tyler na PS3 a Xbox 360) a Andy Gray.

## Herní módy
Kromě přímého hraní jednotlivých zápasů v režimu přátelských zápasů hra umožňuje tzv. Manager mode, kde si hráč vybere mužstvo a jako jeho trenér a manažer v jedné osobě ho provede přes všechny zápasy sezóny, zahraje si evropské poháry a může si nakupovat hráče z jiných klubů.
Další možností je hrát samostatně pohárové soutěže všech dostupných zemí, nebo si vytvořit turnaj vlastní.
Jako motivace slouží hráči bonusové body, které získává postupným dosahování "challenge", tedy výzev jako například vyhrané turnaje, šňůra vítězství v řadě, otočení zápasu v posledních minutách atd. Za tyto body si hráč může nakoupit různá vylepšení, nebo odemknout bonusové možnosti hry, jako jsou nové sady dresů, míče, stadiony atp.
Herní mód trénink slouží pro nováčky k naučení ovládání a pro zkušené k nacvičování efektivních zakončení nebo složitějších herních kombinací.

## Hra více hráčů (multiplayer)
Podporována je i hra více hráčů. Ta je realizována buď na jednom počítači, kdy jde hrát 1 na 1 nebo až v šesti lidech. Předpokladem je ovšem dostatek herních ovladačů.
Hra přes internet je v síti EASO dostupná každému s legální kopií hry. Ostatní hráči mohou využít přímého připojení přes IP počítače druhého hráče.

## Ligy a týmy
FIFA 08 obsahuje 621 licencovaných týmů, 43 národních týmů, 30 lig a více než 15 000 licencovaných hráčů.

### Ligy
| - Austrálie - A-League - Rakousko - Rakouská fotbalová Bundesliga - Belgie - Jupiler League - Brazílie - Campeonato Brasileiro Série A - Česká republika - Gambrinus liga - Dánsko - Superligaen - Anglie - Barclays Premier League - Football League Championship - Football League 1 - Football League 2 | - Francie - Ligue 1 - Ligue 2 - Německo - Bundesliga - 2.Bundesliga - Irsko - League of Ireland - Itálie - Serie A - Serie B - Jižní Korea - K-League - Mexiko - Primera División de México - Nizozemsko - Eredivisie | - Norsko - Tippeligaen - Polsko - Ekstraklasa - Portugalsko - Primeira Liga - Scotsko - Scottish Premier League - Španělsko - La Liga - Segunda División - Švédsko - Allsvenskan - Švýcarsko - Swiss Super League - Turecko - Süper Lig - USA - Major League Soccer |

### Národní týmy
- Austrálie
- Čína
- Korea
- Kamerun
- Nigérie
- JAR
- Mexiko
- USA
- Argentina
- Brazílie
- Ekvádor
- Paraguay
- Uruguay
- Nový Zéland
- Rakousko
- Belgie
- Bulharsko
- Chorvatsko
- Česko
- Dánsko
- Anglie
- Finsko
- Francie
- Německo
- Řecko
- Maďarsko
- Itálie
- Nizozemsko
- Severní Irsko
- Norsko
- Polsko
- Portugalsko
- Irsko
- Rumunsko
- Rusko
- Skotsko
- Slovinsko
- Španělsko
- Švédsko
- Švýcarsko
- Turecko
- Ukrajina
- Wales

## Soundtrack
- !!! - "All My Heroes Are Weirdos"
- Apartment - "Fall into Place"
- Art Brut - "Direct Hit"
- Aterciopelados - "Paces"
- Babamars - "The Core"
- Bodyrox feat. Luciana - "What Planet You On?"
- Bonde do Rolê - "Solta o Frango"
- CAMP - "From Extremely Far Away"
- Carpark North - "Human"
- Céu - "Malemolência"
- Cheb i Sabbah - "Toura Toura: Nav Deep Remix"
- Cansei de Ser Sexy - "Off the Hook"
- Datarock - "Fa-Fa-Fa"
- Digitalism - "Pogo"
- Disco Ensemble - "We Might Fall Apart"
- Dover - "Do Ya"
- Heroes & Zeros - "Into the Light"
- Ivy Queen - "Que Lloren"
- Junkie XL - "Clash"
- Jupiter One - "Unglued"
- Kenna - "Out of Control (State of Emotion)"
- k-os - "Born to Run"
- La Rocca - "Sketches (20 Something Life)"
- Lukas Kasha - "Love Abuse"
- Madness feat. Sway and Baby Blue - "I'm Sorry"
- Maxïmo Park - "The Unshockable"
- Melody Club - "Fever Fever"
- Mexican Institute of Sound - "El Microfono"
- Modeselektor feat. Sasha Perera - "Silikon"
- Noisettes - "Don't Give Up"
- Pacha Massive - "Don't Let Go"
- Peter Bjorn and John - "Young Folks"
- Planet Funk - "Static"
- Robyn - "Bum Like You"
- Rocky Dawuni - "Wake Up the Town"
- Santigold - "You'll Find a Way"
- Simian Mobile Disco - "I Believe"
- Superbus - "Butterfly"
- Switches - "Drama Queen"
- The Automatic - "Monster"
- The Cat Empire - "Sly"
- The Hoosiers - "Goodbye Mr A"
- The Hours - "Ali in the Jungle"
- The Tellers - "More"
- Tigarah - "Culture, Color, Money, Beauty"
- Travis - "Closer"
- Tumi & the Volume - "Afrique"
- Vassy - "Wanna Fly"
- Wir sind Helden - "Endlich ein Grund zur Panik"
- Yonderboi - "Were You Thinking of Me?"